# Science Fiction/Double Feature
«Science Fiction/Double Feature» es una canción de Richard O'Brien, que apareció originalmente en el musical The Rocky Horror Show. Forma parte de la banda sonora de la película The Rocky Horror Picture Show.

## Trasfondo
La letra hace referencia a las mejores (o peores) películas clásicas de ciencia ficción como Ultimatum a la Tierra, Flash Gordon, El Hombre Invisible, Llegó del espacio, Forbidden Planet y Cuando los mundos chocan, las películas que crearon el género, con calzoncillos plateados, los primeros extraterrestres y robots y las primeras armas láser.

## Visión general
La canción es el número de apertura en todas las producciones; interpretada en la obra por una acomodadora del teatro (a veces llamada Trixie o Usherette), quien a menudo es la misma actriz que hace de Magenta. Para la adaptación cinematográfica es interpretada por unos labios rojos sobre un fondo negro con la voz de Richard O'Brien. En realidad, los labios son los de Patricia Quinn, la actriz que encarna a Magenta.
Existen dos versiones de la canción, una a modo de abertura que hace de introducción a lo que el espectador esta por ver e incluye muchas referencias a películas de ciencia ficción y una de cierre que sirve de recapitulación de lo que acaba de pasar.

## Lista de elementos referenciados
A continuación se muestra una lista de actores, películas y libros referenciados en la canción, en orden de mención.
- Michael Rennie
- Ultimátum a la Tierra (1951)
- Flash Gordon
- Claude Rains
- El Hombre Invisible (1933)
- Fay Wray
- King Kong (1933)
- Llegaron de Otro Mundo (1953)
- El Doctor X (1932)
- Anne Francis
- Planeta prohibido  (1956)
- Leo G. Carroll
- ¡Tarántula! (1955)
- Janette Scott
- El día de los trífidos (1951)
- Dana Andrews
- La noche del demonio (1957)
- Cuando los mundos chocan (1951)
- George Pal
- RKO Pictures

Adicionalmente, el coro de la canción hace una metareferencia a los personajes Brad y Janet.

## Versiones
Para la producción mexicana de 1970 de The Rocky Horror Show; llamada El Show de Terror de Rocky, se eliminan la mayoría de referencias a películas estadounidenses y en su lugar se agregan menciones a elementos de la ficción más conocidos para el público mexicano.[cita requerida]
Las referencias incluyen:
- Frankenstein
- Sherlock Holmes
- La Llorona
- Flash Gordon
- Los Vampiros

A su vez se mantiene la metareferencia a Brad y Janet, que en esta versión son renombrados como Chelo y Carlos.